# Storm of the Light's Bane
Storm of the Light's Bane è il secondo album del gruppo black metal svedese Dissection, pubblicato il 17 novembre 1995 da Nuclear Blast.
In seguito è stato ristampato nel 2002 sempre dalla Nuclear Blast con l'aggiunta dell'EP Where Dead Angels Lie sotto il titolo Storm of the Light's Bane/Where Dead Angels Lie, e da The End Records nel 2006 con un CD bonus contenente un demo inedito, alcuni mix alternativi e alcune tracce rimasterizzate.
All Music Guide ha lodato il disco, sostenendo che "esso è meritatamente considerato una pietra miliare del melodic black/death metal"; similmente Rockline l'ha definito "una pietra miliare del panorama musicale estremo della scorsa decade".

## Tracce
1. At the Fathomless Depths (Jon Nödtveidt) - 1.56
2. Night's Blood (Nödtveidt, John Zewtsloot) - 6.40
3. Unhallowed (Nödtveidt, Johan Norman, Tony Särkkä) - 7.28
4. Where Dead Angels Lie (Nödtveidt) - 5.52
5. Retribution - Storm of the Light's Bane (Nödtveidt, Zewtsloot) - 4.50
6. Thorns of Crimson Death (Norman, Nödtveidt) - 8.07
7. Soulreaper (Norman, Nödtveidt) - 6.56
8. No Dreams Breed in Breathless Sleep (Alexandra Balogh) - 1.28

Tracce bonus nella ristampa del 2006
1. At the Fathomless Depths (Alternative Mix '95) - 2:00
2. Night's Blood (Alternative Mix '95) - 6:42
3. Unhallowed (Alternative Mix '95) - 7:29
4. Where the Dead Angels Lie (Alternative Mix '95) - 5:56
5. Retribution - Storm of the Light's Bane (Alternative Mix '95) - 4:49
6. Feathers Fell (Alternative Mix '95) - 0:54
7. Thorns of Crimson Death (Alternative Mix '95) - 8:07
8. Soulreaper (Alternative Mix '95) - 6:55
9. No Dreams Breed in Breathless Sleep (Alternative Mix '95) - 1:32
10. Night's Blood (Demo '94) - 7:14
11. Retribution - Storm of the Light's Bane (Demo '94) - 5:12
12. Elisabeth Bathori (Remastered Original Mixes) (Tormentor cover) - 5:05
13. Where Dead Angels Lie (Remastered Original Mixes) - 6:09
14. Antichrist (Remastered Original Mixes) (Slayer cover) - 2:44
15. Son of the Mourning (Remastered Original Mixes) - 3:12

EP bonus nella riedizione del 2022
Where Dead Angels Lie
1. Where Dead Angels Lie (Demo Version) - 6:09
2. Elisabeth Bathori - 5:04
3. Anti Christ - 2:45
4. Feathers Fell - 0:52
5. Son of the Mourning - 3:12

## Formazione
Gruppo
- Jon Nödtveidt - voce, chitarra elettrica, chitarra acustica
- Johan Norman - chitarra
- Peter Palmdahl - basso
- Ole Öhman - batteria

Altro personale
- Legion - voce di sottofondo (traccia 6)
- Tony Särkkä - voce di sottofondo (traccia 7)
- Necrolord - artwork
- Oscar Matsson - fotografia